# Йоахім Мац
Йоахім Мац (нім. Joachim Matz; 1 жовтня 1913, Магдебург — 22 серпня 1996) — німецький офіцер-підводник, корветтен-капітан крігсмаріне.

## Біографія
1 квітня 1932 року вступив в рейхсмаріне. Після проходження тривалого навчання в 1937 році служив вахтовим офіцером на підводному човні U-14, в 1937/38 роках — на U-30. З 17 грудня 1938 по 26 листопада 1939 року — командир U-6, на якому здійснив 1 похід (21 день в морі). З листопада 1939 по червень 1940 року служив в оперативному відділі штабу командувача підводним флотом. З 19 липня по 10 листопада 1940 року — командир U-59 (5 походів, 71 день в морі), з 23 листопада 1940 року — U-70. 20 лютого 1941 року вийшов у свій останній похід. 7 березня 1941 року човен був потоплений у Північній Атлантиці південно-східніше Ісландії (60°15′ пн. ш. 14°00′ зх. д.) глибинними бомбами британських корветів «Камеллія» та «Арбутус». 20 членів екіпажу загинули, 25 (включаючи Маца) були врятовані і взяті в полон. 26 червня 1947 року звільнений.
Всього за час бойових дій потопив 7 кораблів загальною водотоннажністю 27 375 тонн і пошкодив 4 кораблі водотоннажністю 28 493 тонни.
| Дата           | Назва корабля                        | Тип               | Тоннаж | Вантаж                                                            | Екіпаж | Загинули | Країна             | Конвой |
| -------------- | ------------------------------------ | ----------------- | ------ | ----------------------------------------------------------------- | ------ | -------- | ------------------ | ------ |
| 1 серпня 1940  | Sigyn                                | Торговий пароплав | 1,981  | 765 сажнів ямкового реквізиту                                     | 23     | 0        | Швеція             |        |
| 14 серпня 1940 | Betty                                | Торговий пароплав | 2,339  | 2726 тонн рису                                                    | 34     | 30       | Британська імперія |        |
| 30 серпня 1940 | San Gabriel (безповоротно втрачений) | Торговий пароплав | 4,943  | Баласт                                                            | 24     | 2        | Королівство Греція | OB-205 |
| 30 серпня 1940 | Anadara (пошкоджений)                | Тепловий танкер   | 8,009  | Баласт                                                            | 62     | 0        | Британська імперія | OB-205 |
| 31 серпня 1940 | Bibury                               | Торговий пароплав | 4,616  | 7465 тонн вугілля                                                 | 39     | 39       | Британська імперія | OB-205 |
| 7 жовтня 1940  | Touraine                             | Торговий теплохід | 5,811  | Баласт                                                            | 35     | 1        | Норвегія           | OB-205 |
| 12 жовтня 1940 | Pacific Ranger                       | Торговий теплохід | 6,865  | 8235 тонн генеральних вантажів, включаючи пиломатеріали та метали | 55     | 0        | Британська імперія | HX-77  |
| 26 лютого 1941 | Göteborg                             | Торговий пароплав | 820    | Оселедець                                                         | 23     | 23       | Швеція             |        |
| 7 березня 1941 | Delilian (пошкоджений)               | Торговий пароплав | 6,423  | Генеральні вантажі                                                | 68     | 0        | Британська імперія | OB-293 |
| 7 березня 1941 | Athelbeach (пошкоджений)             | Тепловий танкер   | 6,568  | Баласт                                                            | 44     | 7        | Британська імперія | OB-293 |
| 7 березня 1941 | Mijdrecht (пошкоджений)              | Тепловий танкер   | 7,493  | Баласт                                                            | ?      | 0        | Нідерланди         | OB-293 |

## Звання
- Кандидат в офіцери (1 квітня 1932)
- Морський кадет (4 листопада 1932)
- Оберфенріх-цур-зее (1 вересня 1935)
- Лейтенант-цур-зее (1 січня 1936)
- Оберлейтенант-цур-зее (1 жовтня 1937)
- Капітан-лейтенант (1 листопада 1939)
- Корветтен-капітан (1 січня 1944)

## Нагороди
- Медаль «За вислугу років у Вермахті» 4-го класу (4 роки)